# ماركوس باور
ماركوس باور (بالألمانية: Markus Baur)‏ (22 يناير 1971 في ألمانيا - ) هو لاعب كرة يد ألماني في مركز ظهير ‏. شارك في الألعاب الأولمبية الصيفية 2000 والألعاب الأولمبية الصيفية 2004. ولعب مع نادي فتسلار لكرة اليد.

## وصلات خارجية
- ماركوس باور على موقع الاتحاد الأوروبي لكرة اليد (الإنجليزية)
- ماركوس باور على موقع أوليمبيديا (الإنجليزية)